# Markku Peltola
Markku "Peltsi" Peltola, född 12 juli 1956 i Helsingfors, död 31 december 2007 i Kangasala, var en finsk skådespelare. Peltola medverkade bland annat i Aki Kaurismäkis filmer Mannen utan minne (2002) och Moln på drift (1996).